# Mu Arae d
Mu Arae d, chiamato anche Rocinante, è un pianeta extrasolare in orbita attorno alla stella Mu Arae, la cui scoperta fu annunciata nel 2004.
Il pianeta ha una massa circa la metà di quella di Giove (quindi quasi sicuramente è un gigante gassoso) ed orbita ad una distanza di 0,921 UA dalla stella con un periodo di rivoluzione di 310,55 giorni.
Probabilmente il pianeta è situato ad una distanza abbastanza vicina alla stella da permetterle di ricevere una quantità di radiazione ultravioletta simile a quella che la Terra riceve dal Sole. Tuttavia è troppo vicino perché qualche ipotetico satellite dotato di massa sufficiente possa mantenere sulla propria superficie acqua allo stato liquido, che è uno dei requisiti fondamentali della vita.
Come gli altri pianeti scoperti in questo sistema solare, prende nome da uno dei personaggi del Don Chisciotte di Cervantes, in questo caso Ronzinante (in spagnolo "Rocinante").